# Lilla Njupsjön
Lilla Njupsjön är en sjö i Älvdalens kommun i Dalarna och ingår i Dalälvens huvudavrinningsområde.